# دزوبادزور
دزوبادزور (ارمنی: Ծոբաձոր) یک منطقهٔ مسکونی در جمهوری آرتساخ است که در استان کاشاتاق واقع شده‌است.